# Randy Holt
Pour les articles homonymes, voir Holt.
Stewart Randall Holt, dit Randy Holt (né le 15 janvier 1953 à Pembroke, dans la province de l'Ontario au Canada) est un joueur professionnel retraité de hockey sur glace ayant évolué à la position de défenseur.

## Carrière
Après trois saisons passées dans l'Association de hockey de l'Ontario avec les Flyers de Niagara Falls et les Wolves de Sudbury, Randy Holt se voit être réclamé au troisième tour par les Black Hawks de Chicago lors du repêchage de 1973 de la Ligue nationale de hockey. Il retient également l'attention du côté de l'Association mondiale de hockey, plus précisément des Whalers de la Nouvelle-Angleterre qui le sélectionnent au quatrième tour du repêchage de l'AMH.
Holt devient joueur professionnel dès la saison suivante alors qu'il rejoint le club affilié aux Black Hawks dans la Ligue centrale de hockey, les Black Hawks de Dallas. Rappelé pour douze rencontres avec le grand club en 1974-1975, il s'illustre à son retour en LCH alors qu'il obtient pas moins de 411 minutes de punitions avec Dallas. Il partage les deux saisons suivantes entre Chicago et leur club-école avant d'être échangé au début de la saison 1977-1978 aux Barons de Cleveland avec qui il décroche un poste permanent en LNH.
Réclamé au repêchage intra-équipe de 1978 par les Canucks de Vancouver, le pugiliste ne dispute que 22 rencontres avec ces derniers avant de passer aux mains des Kings de Los Angeles. C'est d'ailleurs avec les Kings que Holt fait sa marque dans l'histoire de la LNH alors qu'il établi le record pour le joueur ayant obtenu le plus de minutes de punitions au cours d'une même rencontre avec 67. En ce soir du 11 mars 1979 alors que les Kings affrontent les Flyers de Philadelphie, une bagarre générale éclate au cours de la première période et pas moins de 352 minutes de punitions sont décernées au terme de ce premier tiers temps, ce qui bat d'office l'ancienne marque de 256 minutes en une seule période établi par les Blues de Saint-Louis et les Rangers de New York. Holt se voit décerner 57 minutes après une période, battant ainsi l'ancienne marque de 52 détenu par Jim Dorey des Maple Leafs de Toronto. Expulsé de la rencontre avant la fin de celle-ci, Holt termine avec à lui seul un total de une pénalité mineure, trois majeures, deux pénalités de dix minutes pour inconduite, trois pénalités pour inconduite de parties en plus de se voir être suspendu pour deux rencontres.
Il reste avec les Kings pour une saison supplémentaire avant d'être échangé à l'été 1980 aux Flames de Calgary. Holt reste avec eux pour une saison et demie avant d'être échangé à nouveau, cette fois aux Capitals de Washington avec qui il s'aligne jusqu'à l'été 1983. Puis, il signe à titre d'agent libre avec les Flyers de Philadelphie avec qui il dispute une saison avant de se retirer de la compétition.
Au prorata, Randy Holt aura disputé 395 rencontres en saisons régulière dans la LNH et n'y aura inscrit que 41 points mais ses 1 438 minutes de pénalité et des combats mémorable face à Dave Schultz et Tiger Williams l'auront élevé parmi les meilleurs pugiliste des années 70.

## Statistiques

### Statistiques en club
| Saison     | Équipe                  | Ligue      |     | Saison régulière | Saison régulière | Saison régulière | Saison régulière | Saison régulière |   | Séries éliminatoires | Séries éliminatoires | Séries éliminatoires | Séries éliminatoires | Séries éliminatoires |
| Saison     | Équipe                  | Ligue      | PJ  | B                | A                | Pts              | Pun              | PJ               | B | A                    | Pts                  | Pun                  |                      |                      |
| 1970-1971  | Flyers de Niagara Falls | AHO        | 35  | 5                | 7                | 12               | 178              |                  |   |                      |                      |                      |                      |                      |
| 1971-1972  | Flyers de Niagara Falls | AHO        | 27  | 3                | 5                | 8                | 118              | 6                | 0 | 3                    | 3                    | 31                   |                      |                      |
| 1972-1973  | Wolves de Sudbury       | AHO        | 55  | 7                | 42               | 49               | 294              | 4                | 2 | 0                    | 2                    | 34                   |                      |                      |
| 1973-1974  | Black Hawks de Dallas   | LCH        | 66  | 3                | 15               | 18               | 222              | 10               | 1 | 2                    | 3                    | 51                   |                      |                      |
| 1974-1975  | Black Hawks de Chicago  | LNH        | 12  | 0                | 1                | 1                | 13               |                  |   |                      |                      |                      |                      |                      |
| 1974-1975  | Black Hawks de Dallas   | LCH        | 65  | 8                | 32               | 40               | 411              | 10               | 0 | 7                    | 7                    | 86                   |                      |                      |
| 1975-1976  | Black Hawks de Chicago  | LNH        | 12  | 0                | 0                | 0                | 13               |                  |   |                      |                      |                      |                      |                      |
| 1975-1976  | Black Hawks de Dallas   | LCH        | 64  | 6                | 46               | 52               | 161              | 8                | 3 | 2                    | 5                    | 51                   |                      |                      |
| 1976-1977  | Black Hawks de Chicago  | LNH        | 12  | 0                | 3                | 3                | 14               | 2                | 0 | 0                    | 0                    | 7                    |                      |                      |
| 1976-1977  | Black Hawks de Dallas   | LCH        | 30  | 0                | 10               | 10               | 90               | 3                | 0 | 1                    | 1                    | 25                   |                      |                      |
| 1977-1978  | Black Hawks de Chicago  | LNH        | 6   | 0                | 0                | 0                | 20               |                  |   |                      |                      |                      |                      |                      |
| 1977-1978  | Barons de Cleveland     | LNH        | 48  | 1                | 4                | 5                | 229              |                  |   |                      |                      |                      |                      |                      |
| 1978-1979  | Canucks de Vancouver    | LNH        | 22  | 1                | 3                | 4                | 80               |                  |   |                      |                      |                      |                      |                      |
| 1978-1979  | Kings de Los Angeles    | LNH        | 36  | 0                | 6                | 6                | 202              | 2                | 0 | 0                    | 0                    | 4                    |                      |                      |
| 1979-1980  | Kings de Los Angeles    | LNH        | 42  | 0                | 1                | 1                | 94               |                  |   |                      |                      |                      |                      |                      |
| 1980-1981  | Flames de Calgary       | LNH        | 48  | 0                | 5                | 5                | 165              | 13               | 2 | 2                    | 4                    | 52                   |                      |                      |
| 1981-1982  | Flames de Calgary       | LNH        | 8   | 0                | 0                | 0                | 9                |                  |   |                      |                      |                      |                      |                      |
| 1981-1982  | Capitals de Washington  | LNH        | 53  | 2                | 6                | 8                | 250              |                  |   |                      |                      |                      |                      |                      |
| 1982-1983  | Capitals de Washington  | LNH        | 70  | 0                | 8                | 8                | 275              | 4                | 0 | 1                    | 1                    | 20                   |                      |                      |
| 1983-1984  | Flyers de Philadelphie  | LNH        | 26  | 0                | 0                | 0                | 74               |                  |   |                      |                      |                      |                      |                      |
| Totaux LNH | Totaux LNH              | Totaux LNH | 395 | 4                | 37               | 41               | 1 438            | 21               | 2 | 3                    | 5                    | 83                   |                      |                      |

## Honneurs et trophées
- Ligue centrale de hockey
  - Nommé dans la première équipe d'étoiles de la ligue en 1975.
- Ligue nationale de hockey
  - Détient le record du joueur le plus puni au cours d'un match : 67 minutes.

## Transactions en carrière
- Repêchage de la LNH 1973 : réclamé par les Black Hawks de Chicago (3e choix de l'équipe, 45e au total).
- Repêchage de l'AMH 1973 : réclamé par les Whalers de la Nouvelle-Angleterre (4e choix de l'équipe, 41e au total).
- 23 novembre 1977 : échangé par les Black Hawks aux Barons de Cleveland en retour de Reg Kerr.
- 15 juin 1978 : réclamé au repêchage intra-équipe par les Canucks de Vancouver.
- 31 décembre 1978 : échangé par les Canucks aux Kings de Los Angeles en retour de Don Kozak.
- 6 juin 1980 : échangé par les Kings avec Bert Wilson aux Flames de Calgary en retour de Garry Unger.
- 25 novembre 1981 : échangé par les Flames avec Bobby Gould aux Capitals de Washington en retour de Pat Ribble et du choix de deuxième ronde des Capitals au repêchage de 1981 (choix échangé ultérieurement aux Canadiens de Montréal qui sélectionnent avec ce choix Todd Francis).
- 30 août 1983 : signe à titre d'agent libre avec les Flyers de Philadelphie.

## Parentés dans le sport
Son frère Gary Holt fut également hockeyeur professionnel et disputa cinq saisons dans la LNH.